# Trébizonde
Cet article concerne la ville jusqu'au début des années 1920. Pour la ville actuelle, voir Trabzon.

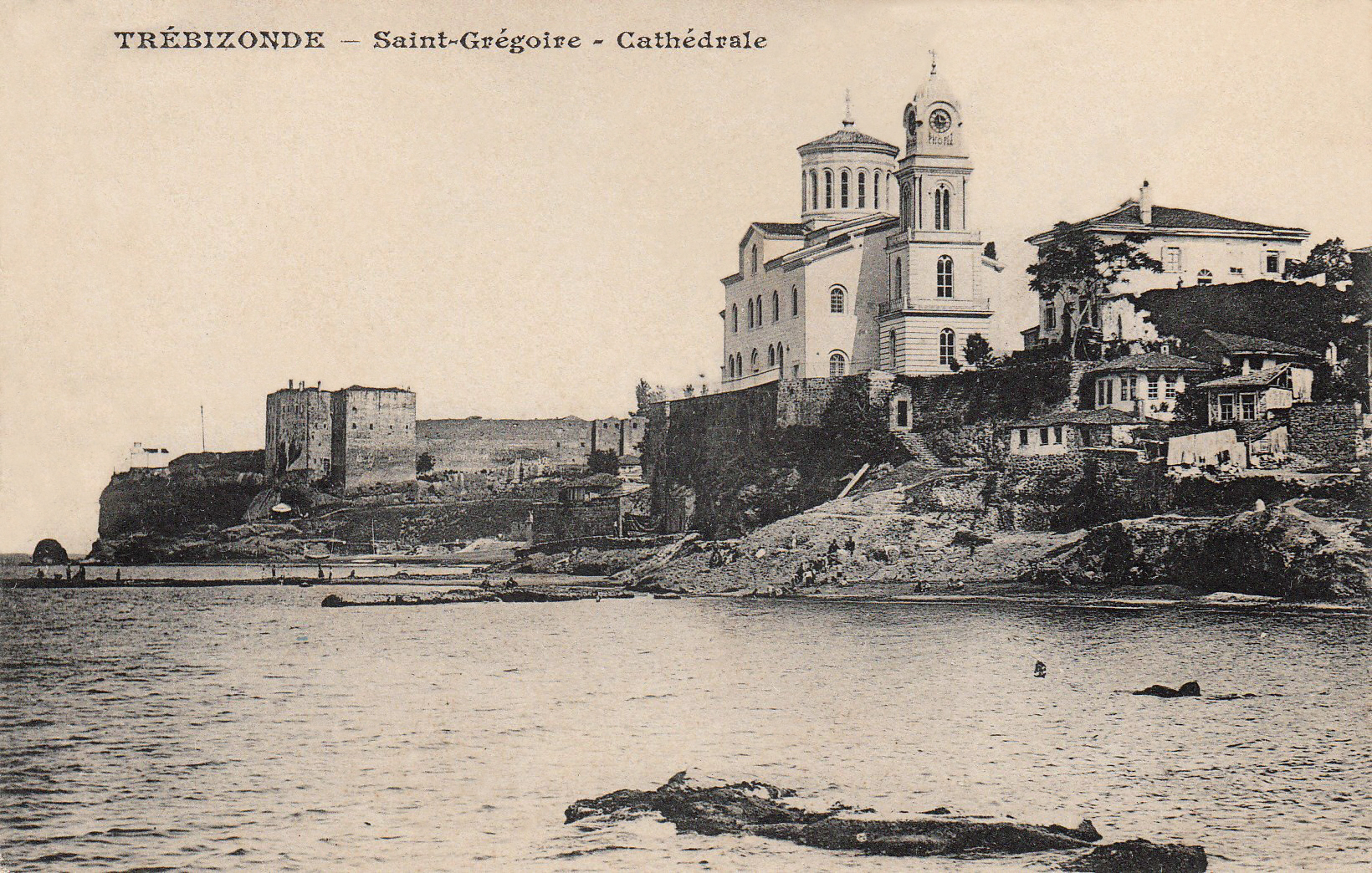
Ancienne cathédrale Saint-Grégoire de Nysse, dynamitée en 1930.

Trébizonde (Trabzon en turc) est l'appellation française ancienne de la ville turque actuelle de Trabzon, située au nord de l'Anatolie, dans le pays du Pont entre la chaîne pontique et la mer Noire. Historiquement peuplée par les Grecs antiques, les Grecs pontiques et les Arméniens, Trébizonde était un port stratégique qui devint la capitale de l'empire de Trébizonde du XIIIe au XVe siècle, avant la domination ottomane. Lors de la Première Guerre mondiale, Trébizonde devient un centre de déportation majeur lors des génocides arménien de 1915 et grec pontique de 1916-1923. À la suite du traité de Lausanne de 1923, les derniers chrétiens sont chassés de la ville ou se convertissent. Depuis, la ville est entièrement musulmane, majoritairement turque avec une petite minorité laze.

## Étymologie
Le nom « Trébizonde » dérive du grec Τραπεζούντα / Trapezounta. La forme antique la plus courante est Τραπεζοῦς / Trapezous, de τράπεζα / trapeza, « la table ». Ce nom provient de la forme de la montagne qui surplombe la ville. Le nom en langue laze est თამთრა / Ťamťra.

## Histoire

### Antiquité

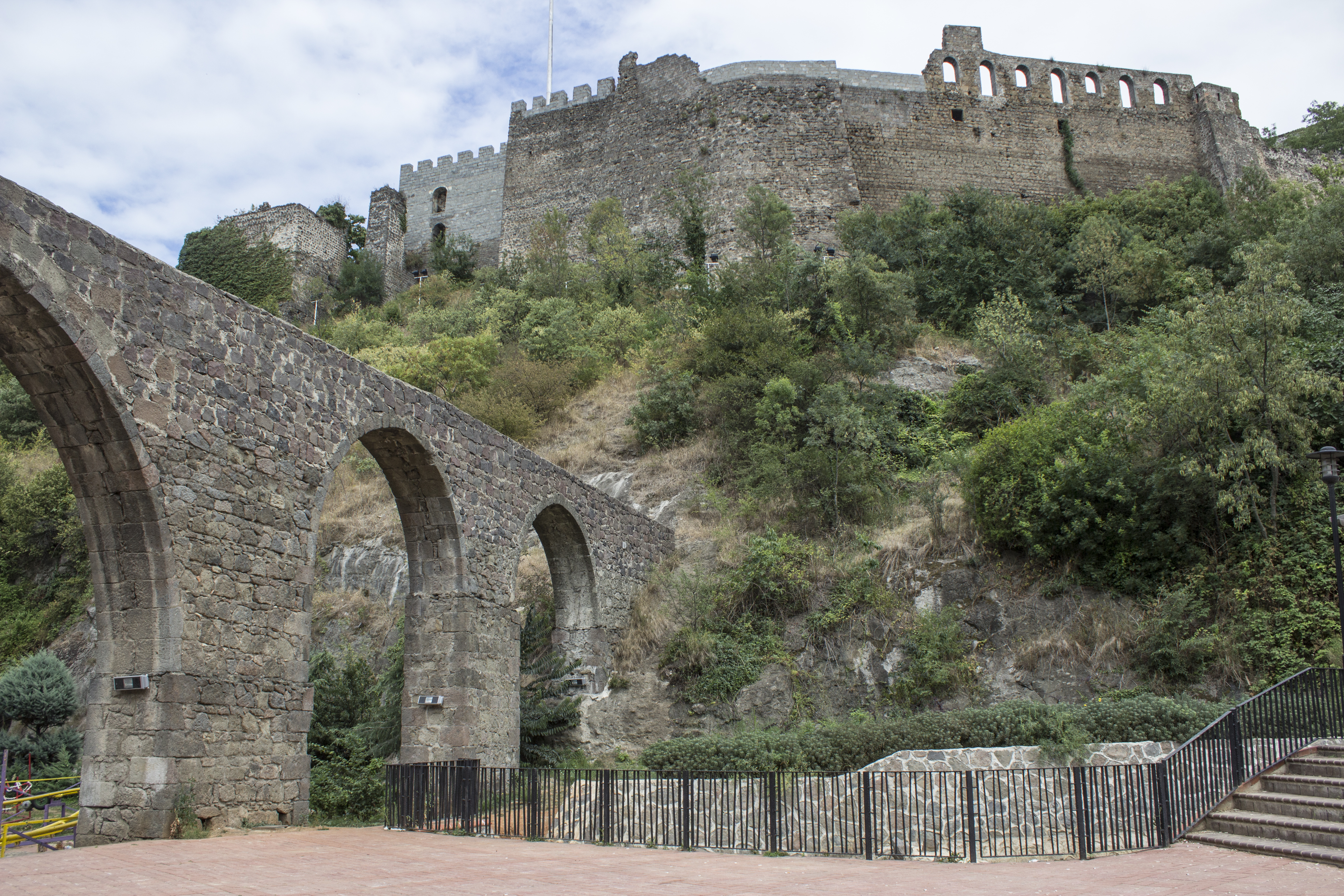
Certaines sections de l'aqueduc Eugénius et des anciens remparts comptent parmi les plus anciennes structures subsistantes de la ville.

Trébizonde a probablement été fondée vers 700 av. J.-C. par des colons originaires de Milet ou de Sinope. Comme Sinope, la cité n'était alors que l'un des nombreux comptoirs fondés par les Milésiens sur les côtes de la mer Noire. C'est aux environs de Trébizonde que Xénophon et ses Dix Mille aperçoivent la mer pour la première fois à la suite de leur retraite de l'empire perse.
La ville appartint au roi du Pont Mithridate VI Eupator (132-63 av. J.-C.) et devint le port d'attache de la flotte pontique.
Lorsque le royaume fut annexé à la province romaine de Galatie en 64-65, la flotte devint la Classis Pontica, basée à Trébizonde qui gagna en importance sous la domination romaine au Ier siècle grâce à sa position sur les routes conduisant à travers la passe de Zigana à la frontière arménienne ou dans la haute vallée de l'Euphrate. De nouvelles routes furent construites de la Perse et de Mésopotamie sous le règne de Vespasien, et Hadrien ordonna des modifications visant à doter la cité d'un port mieux structuré.
La cité fut pillée par les pirates Goths venus en 258 de Crimée, et, malgré sa reconstruction, ne retrouva toute son importance qu'à l'époque byzantine.

### Époque byzantine

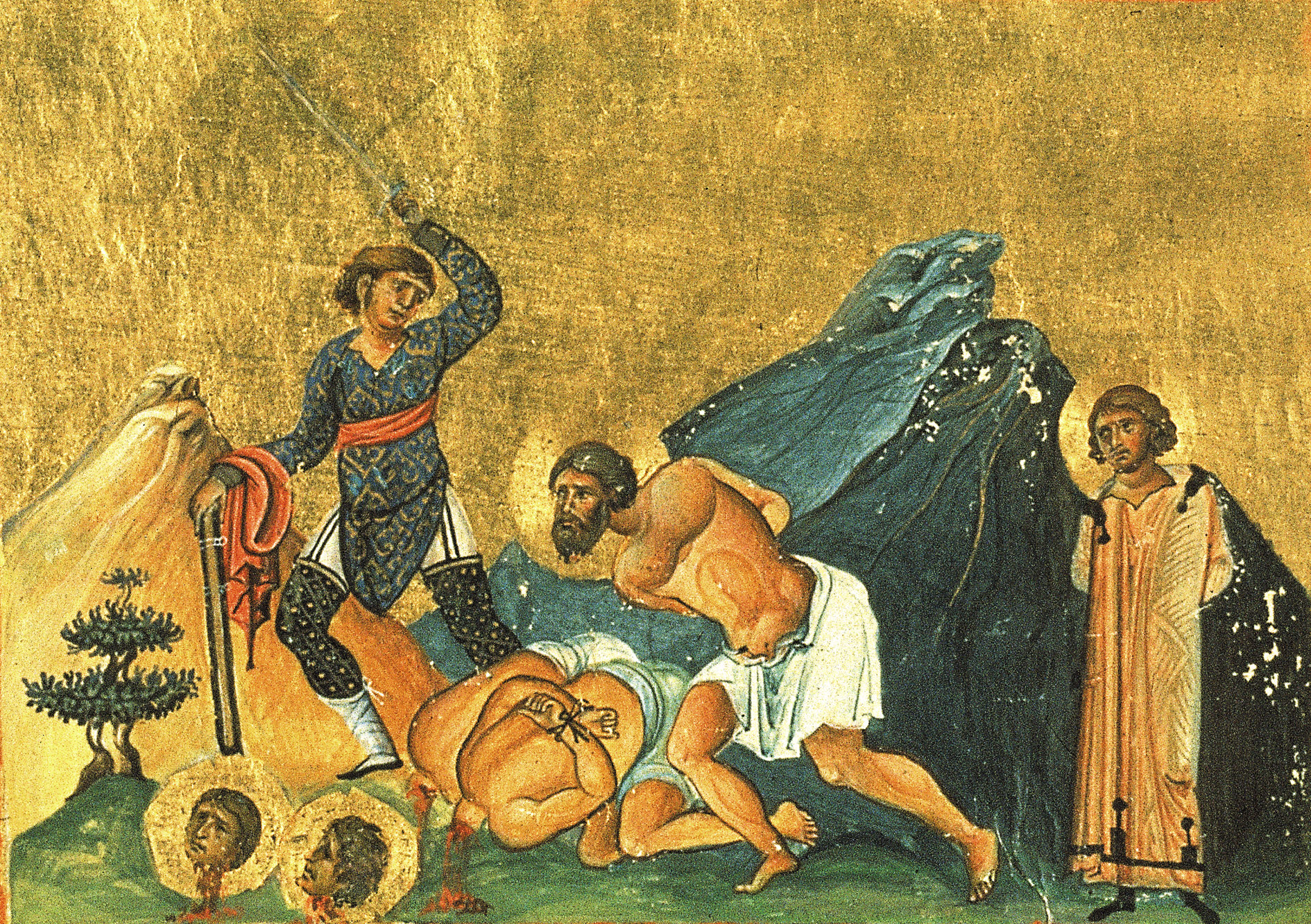
Martyre d'Eugène, Candide, Valérien et Aquila. Ouvrage daté de 985, bibliothèque du Vatican.

Entre le VIIIe et le Xe siècle, l'extrémité occidentale de la route de la soie aboutissant à Trébizonde reprit de l'importance et des manaderies apparurent dans le pays du Pont, produisant la soie byzantine que les marchands musulmans venaient y chercher.
La ville était alors la capitale du thème de Chaldée. À la suite de la défaite de Mantzikert en 1071, Trébizonde fut prise par la dynastie turque des Danichmendides qui la gouvernèrent pendant dix-huit ans entre 1080 et 1098. Reprise par les Byzantins, elle fut gouvernée de manière plus ou moins indépendante entre 1126 et 1140 par Constantin Gabras que Nicétas Choniatès qualifie de « tyran de Trébizonde ». En 1140, l'empereur Jean II Comnène (1118-1143) vint en Chaldée à la tête de l'armée byzantine pour mener campagne contre les Danichmendides, replaçant par la même occasion la région sous son autorité directe.
Après la prise de Constantinople par les Croisés en 1204, Alexis Comnène s'enfuit avec la famille impériale à Trébizonde où il fonde une dynastie de princes qui règne pendant plus de deux siècles sur la ville et sa région. Trébizonde devient alors la capitale de l’empire de Trébizonde. En 1461, David II Comnène, dernier empereur de Trébizonde, dut livrer la ville au sultan ottoman Mehmet II.

### Époque ottomane
La ville fit désormais partie de l'Empire ottoman et reprit sa prospérité liée à sa position géographique à l'un des débouchés occidentaux de la route de la soie. Elle fut le chef-lieu du vilayet de Trabzon formé des quatre sandjaks de Samsun, Trabzon, Gümüşhane et Lazistan, et vit naître Soliman le Magnifique. Mais elle resta majoritairement habitée par des chrétiens, Grecs ou Arméniens, et des tensions religieuses et nationales émergèrent à mesure que l'Empire russe progressait dans le Caucase, se posant en protecteur des chrétiens de l'Empire ottoman. Entre 1894 et 1896, une partie des 30 000 Arméniens de la ville fut décimée durant les massacres hamidiens.

### La fin des communautés chrétiennes et de l'Empire ottoman
Lors des offensives russes durant la Première Guerre mondiale, les populations chrétiennes de la ville et des six vilayets à majorité arménienne ont manifesté leur sympathie à la cause Alliée alors que l'Empire ottoman combattait aux côtés des Austro-Allemands. Le gouvernement des Jeunes-Turcs décida en 1915, sous les ordres du ministre de l'Intérieur Talaat Pacha de procéder à leur déportation, en commençant par les Arméniens, ce qui fera plus d'un million de morts dans toute la Turquie et environ 10 000 morts dans la ville de Trébizonde. Les maisons des chrétiens, tant arméniens que grecs, ont été ensuite saisies et attribuées à des familles musulmanes. Enfin, l'église Sainte-Sophie a été transformée en mosquée.
Dans le cadre de la campagne d'Erzerum, l'armée russe débarqua à Atina, à l'est de Rize, le 4 mars 1916. Les forces ottomanes se sont retirées de Trébizonde et le 15 avril, la ville a été prise sans combat par l'armée russe du Caucase sous le commandement du grand-duc Nicolas et de Nikolaï Ioudenitch.
À la même époque, Enver Pacha, alors ministre de la défense, veut « résoudre le problème grec… de la même façon qu’il pensait avoir résolu le problème arménien ». Entre 1916 et 1923, alors même que l'Empire ottoman est remplacé par la république turque, le génocide des Grecs du Pont fera entre 350 000 et 360 000 morts. Les survivants voulant rester chrétiens embarquèrent sur les paquebots du service maritime roumain qui les emmenèrent à Constanța d'où ils se dispersèrent dans les diasporas grecque et arménienne, tandis que d'autres se convertirent à l'islam et passèrent à la langue turque pour éviter l'exil. Les rares Grecs chrétiens encore sur place en 1923 sont expulsés vers la Grèce à la suite de la signature du traité de Lausanne.